# Poštovice
Poštovice jsou obec v okrese Kladno ve Středočeském kraji. Nachází se asi jedenáct kilometrů severně od města Slaný. Sousedí s obcemi Kmetiněves (východně), Radešín (severně), Šlapanice (západně), Zlonice a Tmáň (jižně). V obci žije 219 obyvatel.

## Historie
První písemná zmínka o Pšově pochází z roku 1186 a nachází se v listině vydané knížetem Bedřichem a jeho manželkou Alžbětou. Podle listiny vesnici před uvedeným rokem vlastnil pražský probošt Martin, který ji vyměnil s pražskými kanovníky za Pšov.

## Obyvatelstvo
| Rok            | 1869 | 1880 | 1890 | 1900 | 1910 | 1921 | 1930 | 1950 | 1961 | 1970 | 1980 | 1991 | 2001 | 2011 | 2021 |
| -------------- | ---- | ---- | ---- | ---- | ---- | ---- | ---- | ---- | ---- | ---- | ---- | ---- | ---- | ---- | ---- |
| Počet obyvatel | 385  | 380  | 460  | 495  | 455  | 398  | 370  | 255  | 234  | 241  | 242  | 187  | 193  | 257  | 243  |
| Počet domů     | 57   | 59   | 65   | 74   | 81   | 87   | 95   | 96   | 79   | 75   | 74   | 85   | 85   | 88   | 92   |

## Obecní správa

### Územněsprávní začlenění
Dějiny územněsprávního začleňování zahrnují období od roku 1850 do současnosti. V chronologickém přehledu je uvedena územně administrativní příslušnost obce v roce, kdy ke změně došlo:
- 1850 země česká, kraj Praha, politický i soudní okres Slaný[7]
- 1855 země česká, kraj Praha, soudní okres Slaný[7]
- 1868 země česká, politický i soudní okres Slaný[7]
- 1939 země česká, Oberlandrat Kladno, politický i soudní okres Slaný[8]
- 1942 země česká, Oberlandrat Praha, politický i soudní okres Slaný[9]
- 1945 země česká, správní i soudní okres Slaný[10]
- 1949 Pražský kraj, okres Slaný[11]
- 1960 Středočeský kraj, okres Kladno[12]
- v letech 1961–1990 Středočeský kraj, okres Kladno, obec Kmetiněves[13]
- od 24. listopadu 1990 Středočeský kraj, okres Kladno[13]

### Obecní symboly
Znak a vlajka byly obci uděleny rozhodnutím předsedy Poslanecké sněmovny Parlamentu České republiky dne 21. dubna 2020.

## Společnost

### Rok 1932
V obci Poštovice (398 obyvatel) byly v roce 1932 evidovány tyto živnosti a obchody: dvě cihelny, holič, dva hostince, kolář, kovář, krejčí, mlýn, obuvník, pekař, šest rolníků, řezník, dva obchody se smíšeným zbožím, trafika a truhlář.

## Doprava
Obcí prochází silnice II/239 Černčice – Peruc – Poštovice – Černuc. Železniční trať ani stanice na území obce nejsou. Nejblíže obci je železniční zastávka (jen pro osobní dopravu) Kmetiněves ve vzdálenosti dvou kilometrů, ležící na trati z Vraňan do Libochovic. Ve vzdálenosti čtyř kilometrů je železniční stanice Zlonice (pro veškerou dopravu) ležící na téže trati a na trati z Kralup nad Vltavou do Loun.
Obec obsluhují autobusové linky jedoucí do těchto cílů: Litoměřice (směr Mšené-lázně), Slaný, Velvary, Vraný a jedním párem spojů i přímý spoj do Prahy (dopravce ČSAD Slaný).